# Laparoscopie

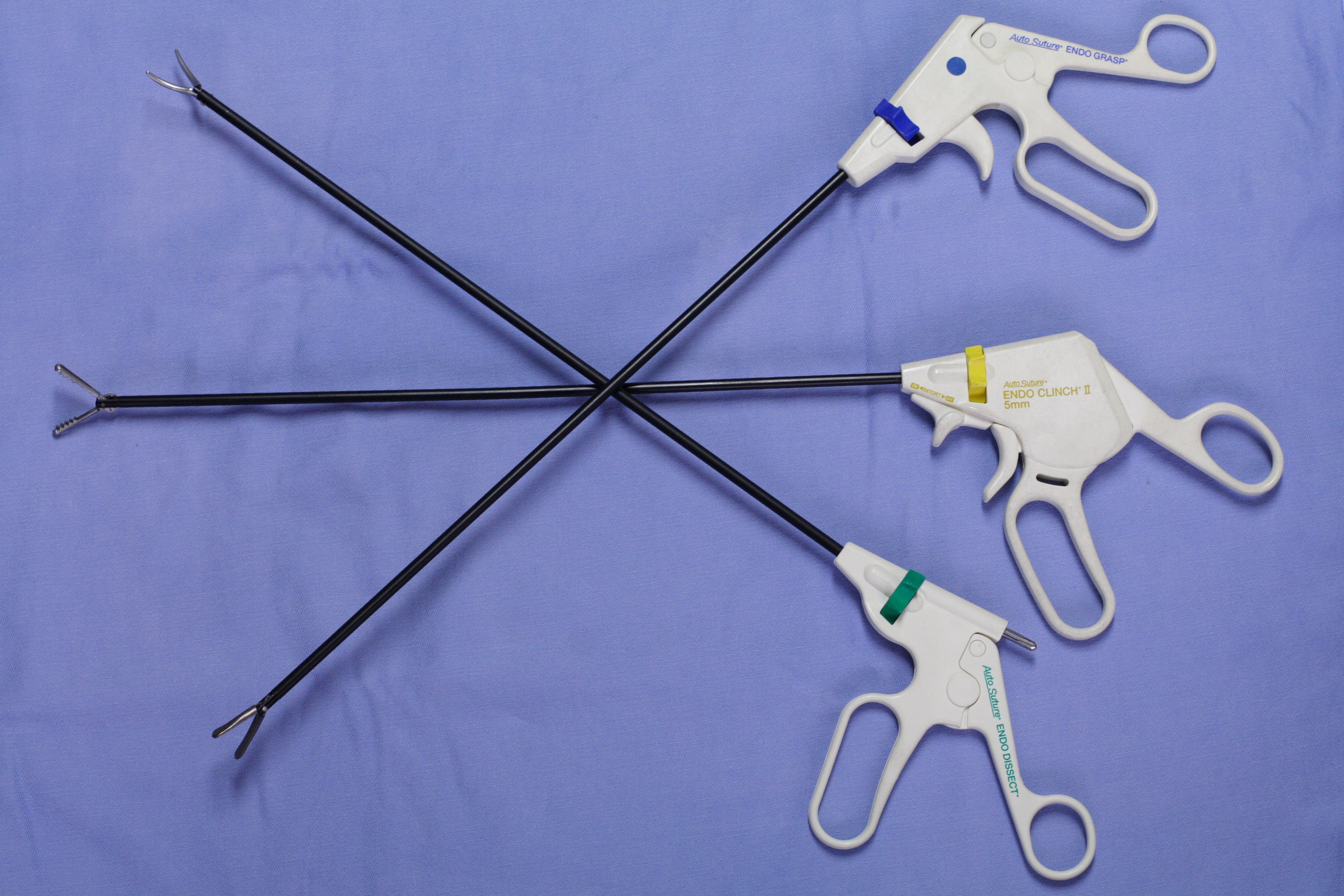
Instrumentar laparoscopic manual

Laparoscopia este o procedură chirurgicală ce folosește un tub subțire, luminat, numit laparoscop, ce este introdus în abdomen printr-o mică incizie la nivelul peretelui abdominal și care este folosită pentru examinarea organelor abdominale sau genitale interne. Aceasta este folosită pentru diagnosticul unor afecțiuni precum chisturile, aderențele, fibroamele și infecțiile. Cu acest aparat pot fi recoltate și probe de țesut pentru biopsie. De asemenea, acestuia îi pot fi atașate și alte instrumente, precum foarfecele chirurgical (laparotomie).
În multe cazuri, laparoscopia elimină necesitatea unei operații extensive ce ar necesita o incizie mare a abdomenului. Laparoscopia implică riscuri mai mici, este mai puțin costisitoare și poate fi efectuată fără a necesita spitalizare. 
Laparoscopia este folosită la: 
- îndepărtarea aderențelor
- repararea unei hernii hiatale sau inghinale
- efectuarea ligaturii tubare
- îndepărtarea unor organe precum uterul, splina, vezică biliară (colecistectomia laparoscopică) sau apendicele (apendicectomia); mai poate fi realizată și îndepărtarea parțială a colonului
- diagnosticarea și tratarea bolii inflamatorii pelviene, a unei sarcini ectopice sau a endometriozei.